# 11 tháng 5
Ngày 11 tháng 5 là ngày thứ 131 (132 trong năm nhuận) trong lịch Gregory. Còn 234 ngày trong năm.

## Sự kiện
- 330 – Constantinus Đại đế quyết định đổi tên thành Byzantium thành Tân La Mã (Nova Roma), chính thức dời đô về thành phố này.
- 1792 – Thuyền trưởng Robert Gray trở thành người da trắng đầu tiên được ghi chép là đi thuyền trên sông Columbia tại Bắc Mỹ.
- 1924 – Hãng Mercedes-Benz thành lập khi Gottlieb Daimler và Karl Benz sáp nhập hai công ty riêng lại.
- 1939 – Chiến tranh biên giới Xô-Nhật: Một đơn vị kị binh Mông cổ đi vào khu vực tranh chấp với Mãn Châu Quốc, khởi nguồn Chiến dịch Khalkhyn Gol.
- 1946 – Tổ chức Dân tộc Mã Lai Thống nhất chính thức được thành lập tại Johor Bahru, với mục tiêu ban đầu là phản đối thành lập Liên hiệp Malaya.
- 1949 – Israel gia nhập Liên Hợp Quốc.
- 1949 – Xiêm chính thức đổi quốc hiệu sang Thái Lan lần thứ nhì, quốc hiệu này được sử dụng liên tục cho đến nay.
- 1994 – Nelson Mandela tuyên thệ nhậm chức tổng thống, trở thành tổng thống da đen đầu tiên của Nam Phi.
- 1995 – Tại Thành phố New York, hơn 170 quốc gia quyết định mở rộng Hiệp ước không phổ biến vũ khí hạt nhân vô thời hạn và vô điều kiện.
- 1997 – Trong trận đấu 6 ván, đại kiện tướng cờ vua Garry Kasparov bị máy tính Deep Blue đánh bại.
- 1998 – Một sở đúc tiền Pháp sản xuất ra những đồng tiền chung châu Âu đầu tiên mà ngày nay chính là đồng euro.

## Sinh
- 1918 – Richard Feynman, nhà vật lý lý thuyết Hoa Kỳ, giải Nobel Vật lý 1965 (m. 1988)
- 1930 – Edsger Dijkstra, nhà khoa học máy tính Hà Lan (m. 2002)
- 1984 – Andrés Iniesta, cầu thủ bóng đá người Tây Ban Nha
- 1992 – Thibaut Courtois, cầu thủ bóng đá người Bỉ
- 1999 – Sabrina Carpenter, ca sĩ và diễn viên người Mỹ

## Mất
- 1812 – Spencer Perceval, thủ tướng Anh, Bộ trưởng Bộ tài chính Anh (s. 1762)
- 1864 – Nguyễn Phúc Trang Tường, phong hiệu Bình Long Công chúa, công chúa con vua Minh Mạng (s. 1841)
- 1968 – Lieven Ferdinand de Beaufort, nhà sinh học người Hà Lan (s. 1879)

## Những ngày lễ và kỷ niệm
- Ngày của Mẹ tại nhiều quốc gia
- Ngày Kỹ thuật (Ấn Độ)
- Ngày Nhân quyền Cho Việt Nam (được Quốc hội Hoa Kỳ thông qua Nghị quyết của tổng thống Bill Clinton từ năm 1994  Lưu trữ ngày 30 tháng 3 năm 2017 tại Wayback Machine)